# Agaphia Grouchetskaïa
Pour les articles homonymes, voir Grouchetski.
Agaphia Semionovna Grouchetskaïa  (ou en français : Agathe Grouchetski) (russe : Агафья Семёновна Грушецкая), née en 1663 et décédée en 1681, fut la première épouse du tsar Fédor III et la mère du prince Ilya Féodorovitch de Russie (21 juillet  — 30 juillet 1681).

## Biographie
Agaphia Grouchetskaïa est la plus jeune des filles de Semion Féodorovitch Grouchetski, voïvode et boyard issu d'une famille de la noblesse polonaise Grouchetski. En 1680 le tsar Fédor III ayant atteint l'âge de se marier eut à choisir son épouse parmi des vingtaines de jeunes filles nobles. Il choisit Agathe Grouchetski. Le mariage eut lieu le 18 juillet 1680. Le 11 juillet 1681, naquit un fils, Ilya Féodorovitch, qui mourut le 21 juillet 1681. Agaphia Semionovna décéda le 24 juillet 1681, trois jours après l’accouchement.